# Деревний кенгуру Бенета
Деревний кенгуру Бенета (Dendrolagus bennettianus) — вид родини Кенгурових. Цей вид є ендеміком Австралії, де мешкає на півострові Кейп-Йорк в Квінсленді. Діапазон поширення за висотою: 0-1400 м над рівнем моря. Населяє закритий вологий тропічний ліс, в тому числі тропічний ліс з виткими рослинами і галерея ліс. У першу чергу веде нічний спосіб життя. Колір хутра сірувато-коричневий. Етимологія: вид названо на честь Джорджа Бенета, англійського натураліста й першого куратора Австралійського музею, Сідней.